# Jindřichův dvůr

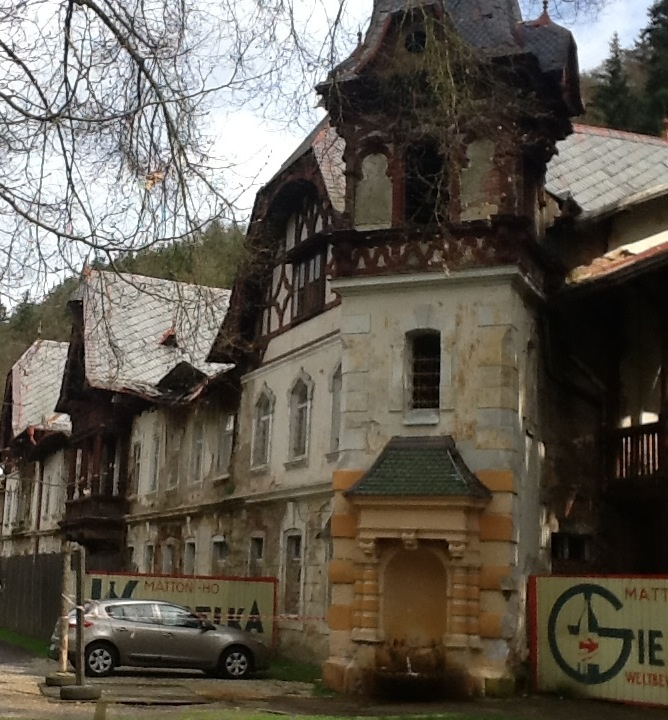
Das Jindřichův Gericht (2014)

Das Jindřichův dvůr (deutsch Heinrichshof) ist ein historisches ehemaliges Kurhaus in Kyselka. Es steht seit Sommer 2014 unter Denkmalschutz und wird restauriert.

## Geschichte

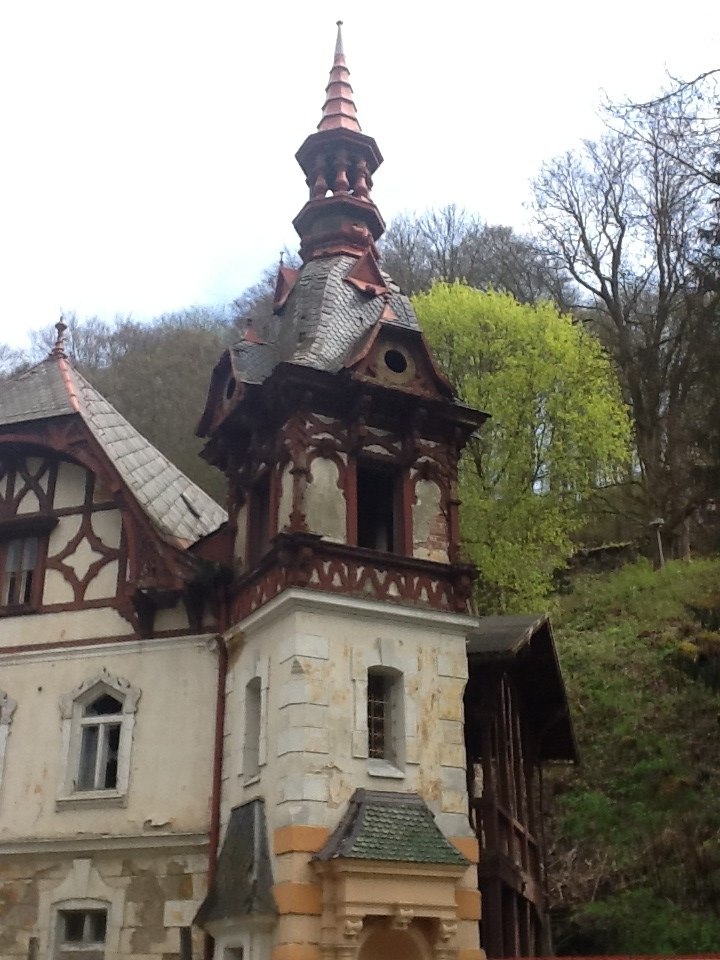
Der Turm des Jindřichův dvůr

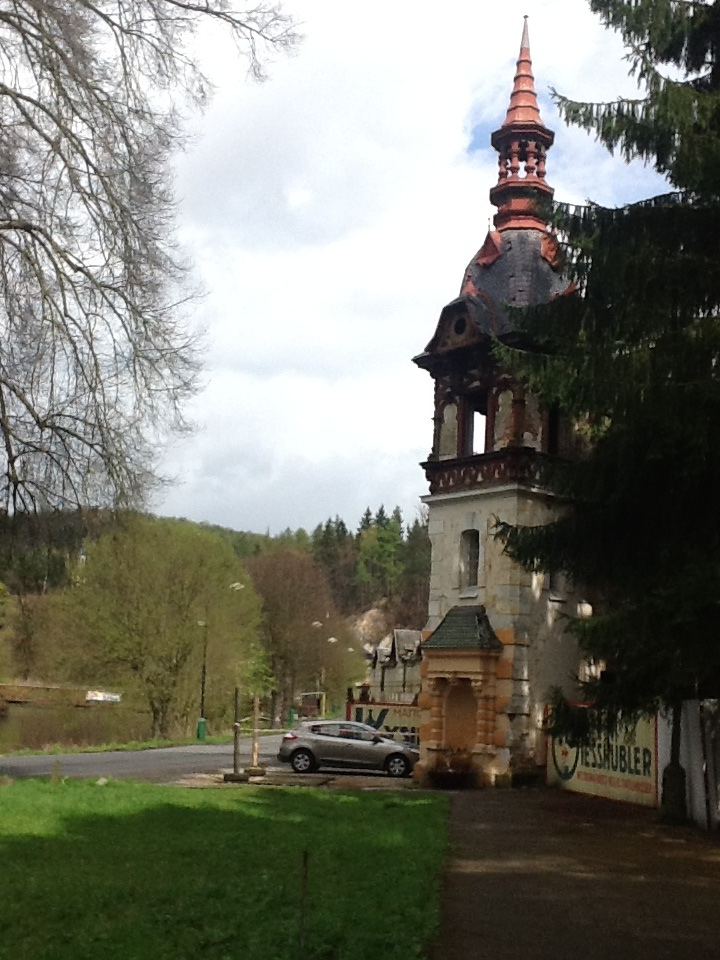
Ansicht Richtung Eger-Ufer

Das Gebäude wurde im 19. Jahrhundert erbaut und gehörte zu den Versand- und Kurhäusern im Ort. Bei der Bildung der Gemeinde Gießhübl-Sauerbrunn im Jahre 1942 zog hier das deutsche Gemeindeamt ein, das 1945 tschechoslowakisch wurde. Unter anderem wurde hier die Entscheidung der Vergrößerung von Kyselkas durch den Anschluss von Nová Kyselka und Radošov rückgängig gemacht, was dem Kurort seine Eigenständigkeit sicherte. Nach der kommunistischen Machtübernahme 1948 wurde das Gemeindeamt geschlossen und stattdessen hier ein Kinderkrankenhaus eingerichtet. 1991 wurde dieses geschlossen, der Bau verfiel. Im Sommer 2012 wurde das Gebäude nach einer Initiative des „Verbandes für den Schutz und die Entwicklung des Kulturerbes der Tschechischen Republik“ (ASORKD) im Karlsbader Rathaus unter Denkmalschutz gestellt. Die vorläufige Unterschutzstellung dauerte sechs Monate, sie wurde danach von Richterin Antonína Haidlmaiera bestätigt.

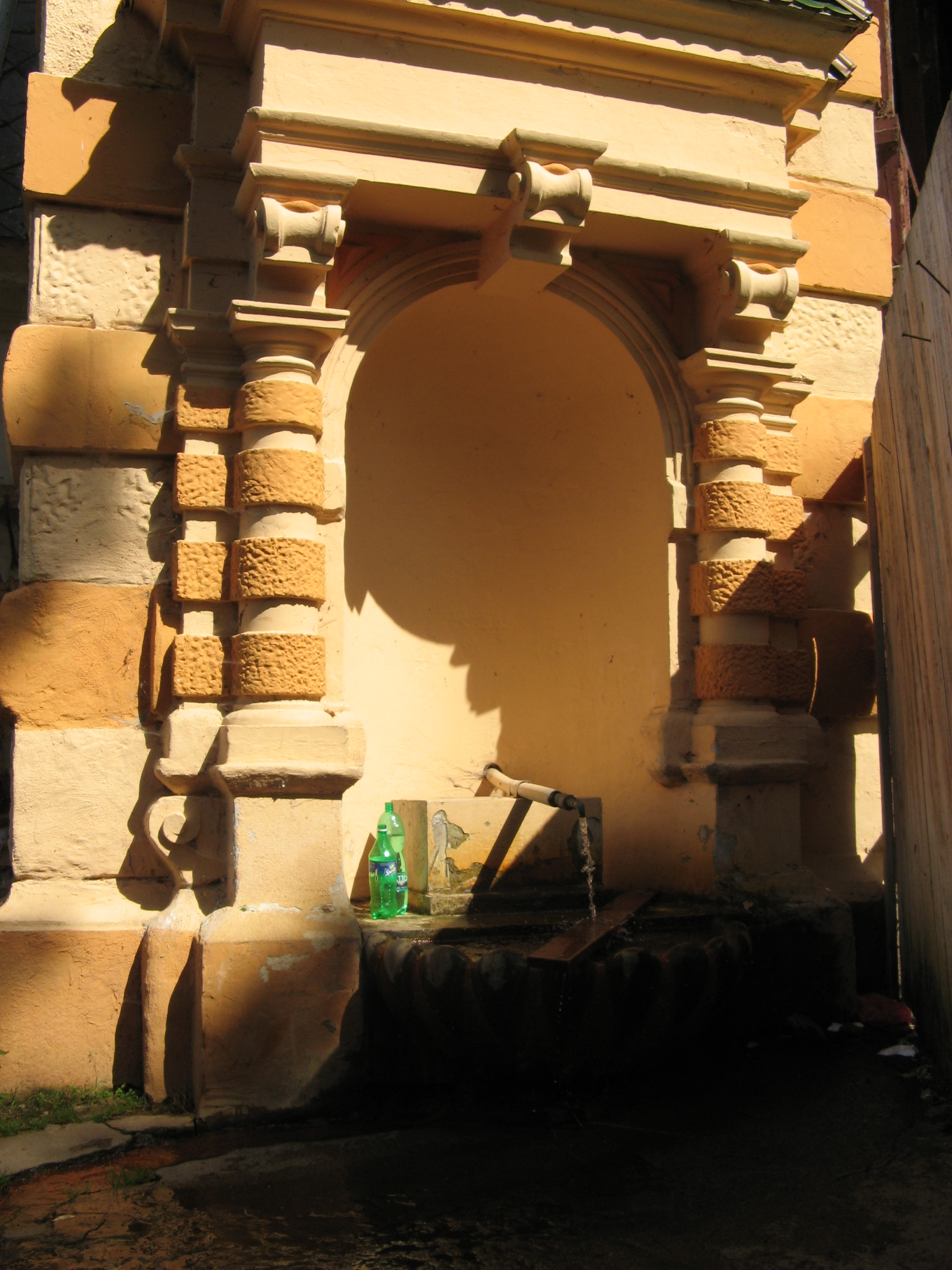
Die neue Mattoni-Quelle (2010)

## Beschreibung
Der Jindřichův dvůr war als Kurhaus ein Mehrzweckgebäude mit repräsentativer Eingangshalle, Ballsaal und Räumlichkeiten für einen Gastronomiebetrieb. Es weist sowohl Elemente des Klassizismus als auch Fachwerk-Elemente auf. Das Bild des Gebäudes ist hauptsächlich durch den Turm geprägt, der der südöstlichen Ecke des Gebäudes vorgesetzt ist. In einer Nische an dessen Fuß war bis 1990 eine Büste des Badearztes Josef von Löschner aufgestellt. Diese wurde entfernt und 2014 wieder aufgesetzt, in diesem Zeitraum „entsprang“ dort die Mattoni-Quelle.